# 시모나카야마촌
시모나카야마촌(下中山村)은 돗토리현 도하쿠군에 있던 촌이다. 현재의 사이하쿠군 다이센정의 일부에 해당한다.

## 역사
- 1889년 10월 1일 - 정촌제 시행에 의해 야바세군 시모나카야마촌이 성립하였다.
- 1896년 4월 1일 - 군 통합에 의해 도하쿠군에 소속되었다.
- 1955년 4월 1일 - 가미나카야마촌과 합병해 나카야마촌이 성립하여 페지되었다.

## 교통

### 철도
- 일본국유철도
  - 산인본선

## 참고문헌
- 角川日本地名大辞典 31 鳥取県
- 『市町村名変遷辞典』東京堂出版、1990年。